# タロキナ岬

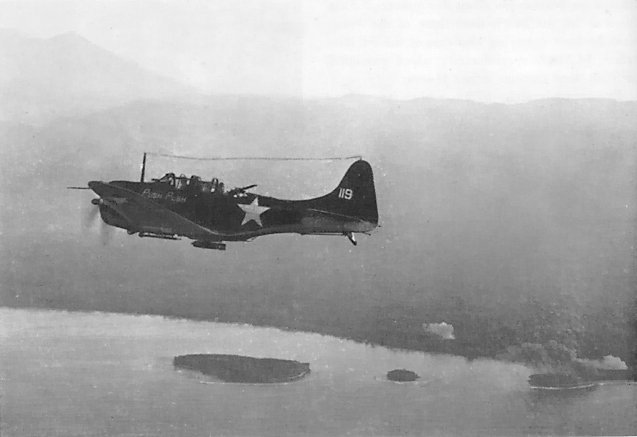
1943年11月1日、タロキナ岬（右下）上空を飛ぶSBD

タロキナ岬 / トロキナ岬（英: Cape Torokina）は、パプアニューギニア ブーゲンビル島 南西海岸中央エンプレス・オーガスタ湾北端に位置する岬。
第二次世界大戦中の1943年11月1日、カートホイール作戦の一環としてアメリカ海兵隊がこの地に上陸、橋頭堡および飛行場を建設し、以後ブーゲンビル島の戦いにおける連合軍の拠点となった。
1945年9月8日、オーストラリア軍のタロキナ基地を第17軍司令官の神田正種中将と第8艦隊司令官の鮫島具重中将が訪問。降伏文書の調印が行われた。